# 金歆運
金歆運（？—655年），又作金钦運，7世纪新罗宗室、将领。
金歆運是奈勿王八世孫，達福迎湌之子。敬顺王碑称他是智證王之孙，金真宗之子。金歆運年轻时遊历花郎文努之門下，花郎徒衆提到某人戰死留名至今，金歆運慨然流泪，有激勵仿效的意思。同門僧轉密说：“此人如果赴敵，一定不会回来了。”
永徽六年（655年），武烈王不服百濟、高句麗犯邊，计划征伐伐。新罗出師，以金歆運爲郎幢大監。於是，不住在家里，在军营與士卒同甘苦。抵达百濟之地，在陽山下安營，想要進攻助川城。百濟人乘夜急攻，黎明入营，飛箭入雨。金歆運橫馬握槊待敵，大舍詮知劝他保护自己，不要在乱军中让百济人所害。金歆運说：“大丈夫旣以身許國，人知之與不知一也，豈敢求名乎？”在前面不動。后来的人握着马的缰绳勸他回還，金歆運揮劒向前，鬪殺百济數人战死。大監穢破、少監狄得同时戰死。步騎幢主寶用那听说金歆運战死，也冲入敵阵，殺三人而死。武烈王听说後贈金歆運、穢破位一吉湌，寶用那、狄得位大奈麻。時人作《陽山歌》纪念他。

## 家族
- 父亲：達福迎湌，又作金真宗
  - 夫人：瑶石公主，武烈王之女
    - 儿子：金摩次
    - 女儿：神穆王后，神文王之妻